# ترپتوو-کوپنیک

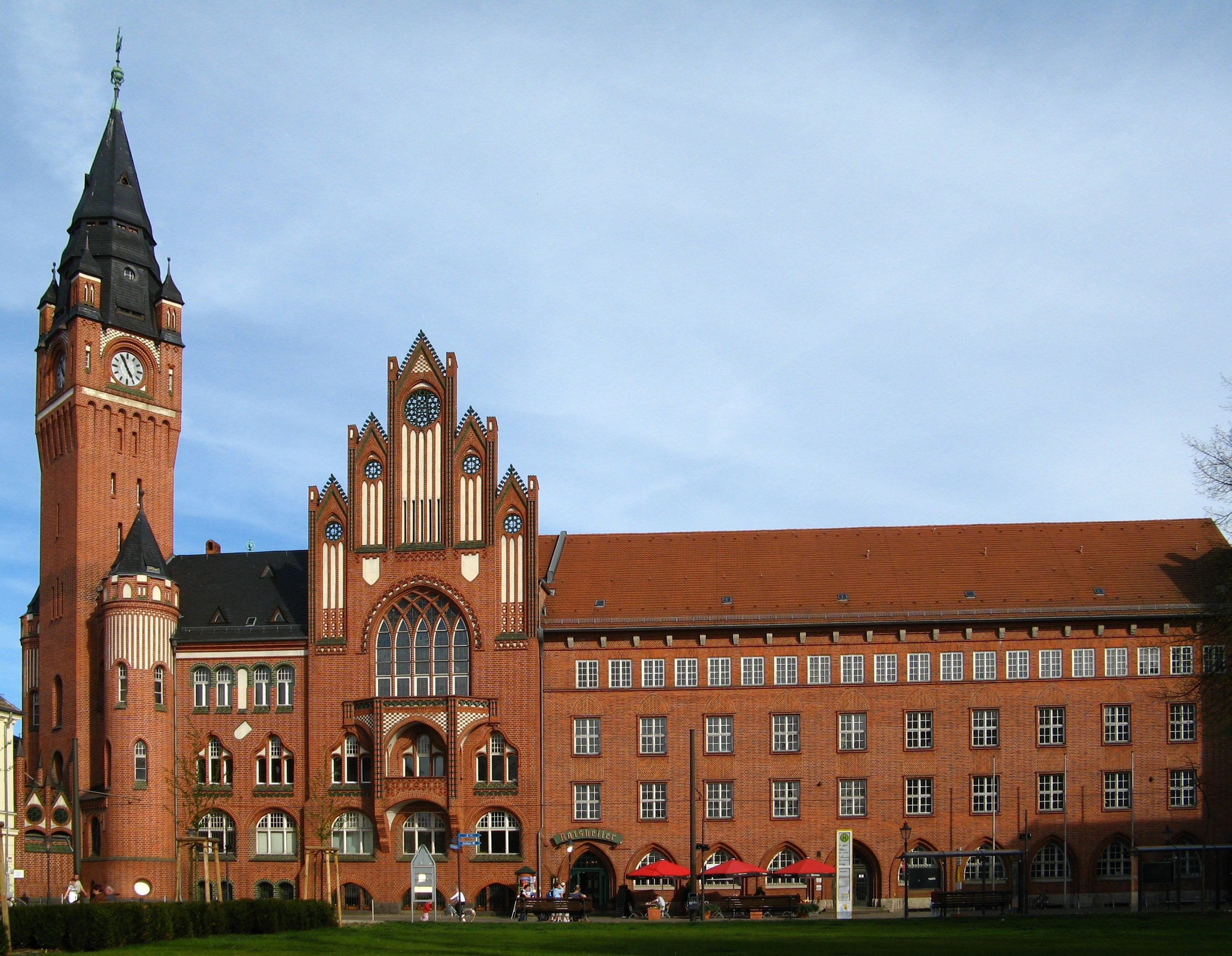
کوپینک

ترپتوو-کوپنیک (به آلمانی: Bezirk Treptow-Köpenick) یک منطقهٔ مسکونی در آلمان است که در برلین واقع شده‌است. ترپتوو-کوپنیک ۲۴۶٬۹۸۶ نفر جمعیت دارد.

## خواهرخوانده
شهرهای کلن، East Norriton Township، البینیا، Mokotów، اودرنهایم ام گلان، کاخامارکا، Mürzzuschlag، اولوموتس، سوبتیتسا، ایزولا و وسپریم خواهرخوانده‌های ترپتوو-کوپنیک هستند.